# Keisuke Naito
Keisuke Naito (内藤 圭佑 Naito Keisuke?), född 11 augusti 1987 i Hiroshima prefektur, är en japansk fotbollsspelare.
Naito började sin karriär 2010 i Kataller Toyama. 2012 flyttade han till Thespa Kusatsu (Thespakusatsu Gunma). Efter Thespakusatsu Gunma spelade han för FC Machida Zelvia och Tokyo Verdy. Han avslutade karriären 2017.